# Вирки (Ленинградская область)
Ви́рки (фин. Virkkilä) — деревня в Колтушском городском поселении Всеволожского района Ленинградской области.

## История
По мнению авторов краеведческой книги «Всеволожск» И. В. Венцеля и Н. Д. Солохина деревня возникла ещё до Северной войны, во времена шведского владычества, но картографическое упоминание деревни Вирки — селение Виркиля, происходит лишь на карте Ингерманландии А. Ростовцева от 1727 года.
Деревня Wirkilä упоминается в наиболее старых из сохранившихся церковных регистрационных книгах Колтушского лютеранского прихода, начиная с 1745 года.
Деревни Вирки Большие и Малые упоминаются на «Карте окружности Санкт-Петербурга» 1810 года.
По данным 1835 года деревни Большие и Малые Вирки, а также урочища Гумалай и Кулики, принадлежали генерал-майорше Екатерине Михайловне Варенцовой.

БОЛЬШИЯ ВИРКИ — деревня принадлежит адмиральше Юлии Фон-Моллер, жителей по ревизии 23 м п., 22 ж. п.

МАЛЫЯ ВИРКИ — деревня принадлежит адмиральше Юлии Фон-Моллер, жителей по ревизии 25 м п., 31 ж. п. (1838 год)

На этнографической карте Санкт-Петербургской губернии П. И. Кёппена 1849 года она обозначена как деревня «Wirkkilä», расположенная в ареале расселения савакотов. В пояснительном тексте к этнографической карте деревня записана как Wirkkilä (Вирки), население которой по состоянию на 1848 год составляли: савакоты — 52 м п., 55 ж. п., финляндские карелы — 27 м п., 31 ж. п., всего 165 человек.

БОЛЬШИЯ ВИРКИ — деревня г. Карбоньера, по просёлкам, 9 дворов, 22 души м. п.

МАЛЫЯ ВИРКИ — деревня г. Карбоньера, по просёлкам, 5 дворов, 30 душ м. п. (1856 год)

Число жителей деревни по X-ой ревизии 1857 года:
- Большие Вирки: 17 м. п., 23 ж. п.
- Малые Вирки: 33 м. п., 36 ж. п.[13].

БОЛЬШИЯ ВИРКИ — деревня Весселей. Число душ крепостных людей мужского пола: крестьян — 17, дворовых — нет. Число дворов или отдельных усадеб: 9. Число тягол: оброчных — нет, издельных — 47 (в Озерках и Вирках). Земли состоящей в пользовании крестьян (в десятинах): усадебной: всего — 6, на душу — 0,35; пахотной: всего — 48, на душу — 2,82; сенокосы: 12; выгоны: нет; кустарник: нет; всего удобной на душу: 3,88. Лес на дрова и поделки крестьянам отпускается из господской дачи. 

МАЛЫЯ ВИРКИ — деревня Весселей. Число душ крепостных людей мужского пола: крестьян — 33, дворовых — нет. Число дворов или отдельных усадеб: 10. Число тягол: оброчных — нет, издельных — 47 (в Озерках и Вирках). Земли состоящей в пользовании крестьян (в десятинах): усадебной: всего — 13, на душу — 0,39; пахотной: всего — 96, на душу — 2,90; сенокосы: 29; выгоны: нет; кустарник: нет; всего удобной на душу: 4,21. Лес на дрова и поделки крестьянам отпускается из господской дачи. (1860 год)

ВИРКИ — деревня владельческая, при оз. Виркозере; 10 дворов, жителей 104 м. п., 118 ж. п.

ВИРКИ — мыза владельческая, при оз. Виркозере; 3 двора, жителей 4 м. п., 2 ж. п. (1862 год)

В 1870 году, согласно материалам по статистике народного хозяйства Шлиссельбургского уезда, 93 десятины земли в деревне Вирки за 4218 рублей приобрёл местный крестьянин И. П. Пукки. В том же году крестьяне деревни Малые Вирки И. Я., С. М., И. М., С. П. и И. А. Пукки купили у г. Чоглокова пять участков земли общей площадью 58 десятин и у г-жи Вессели ещё 47 десятин.
В 1878—1881 годах временнообязанные крестьяне деревень Большие Вирки и Малые Вирки выкупили свои земельные наделы у А. И. Василисиной и стали собственниками земли.
Крестьяне деревни Малые Вирки Павел Яковлевич Пукки, Степан Моисеевич Пукки и Семён Петрович Пукки, купили в 1879 году у господ Василисиных Никольскую мызу с участком земли площадью 63 десятины.
В 1881 году в деревне открылась земская школа (Виркинское училище), учителем в ней работал выпускник Колпанской семинарии Иван Яковлевич Хайми.
Согласно подворной переписи 1882 года в деревне Большие Вирки проживали 13 семей, число жителей: 31 м. п., 32 ж. п., все лютеране, разряд крестьян — собственники, а также пришлого населения 3 семьи, в них: 6 м. п., 6 ж. п., все лютеране. В деревне Малые Вирки — также 13 семей, число жителей: 42 м. п., 46 ж. п., все лютеране, разряд крестьян — собственники, а также пришлого населения 8 семей, в них: 18 м. п., 18 ж. п., все лютеране. Кроме того существовал смежный посёлок Вирки, в котором проживало 9 семей пришлого населения, число жителей: 18 м. п., 13 ж. п., лютеране: 16 м. п., 12 ж. п..
- План деревни Вирки. 1885 год.

В 1885 году деревня насчитывала 24 двора. По данным Материалов по статистике народного хозяйства в Шлиссельбургском уезде 1885 года 13 крестьянских дворов в деревне Большие Вирки (или 100 % всех дворов) и 11 крестьянских дворов в деревне Малые Вирки (или 85 % всех дворов) занимались молочным животноводством. Кроме того, 9 крестьянских дворов в деревне Большие Вирки и 12 крестьянских дворов в деревне Малые Вирки имели сады, где выращивали на продажу клубнику, яблоки, малину, крыжовник и смородину.
По данным 1889 года крестьянин И. П. Пукки владел в деревне наделом с собственной запашкой. «В имении владельца находятся: 2 плуга, 5 сох, 5 борон, 5 телег, 6 лошадей, 16 коров и 2 телёнка. Молоко сбывается в Санкт-Петербург. Мелочная лавка».
В 1893 году, согласно карте Шлиссельбургского уезда, деревня Вирки насчитывала 26 крестьянских дворов.

БОЛЬШИЕ ВИРКИ — деревня на земле Виркинского сельского общества, при земской дороге 16 дворов, 55 м. п., 63 ж. п., всего 118 чел. смежна с деревней Малые Вирки.

МАЛЫЕ ВИРКИ — деревня на земле Виркинского сельского общества, при земской дороге 14 дворов, 78 м. п., 71 ж. п., всего 149 чел. смежна с деревней Большие Вирки, 1 мелочная лавка. (1896 год)

В конце XIX — начале XX века деревня административно относилась к Колтушской волости 2-го стана Шлиссельбургского уезда Санкт-Петербургской губернии. Население деревни было однородным — финским.
В 1902 году на Всероссийской кустарно-промышленной выставке в Таврическом дворце от Колтушской волости Шлиссельбургского уезда были представлены: «шерстяная материя и ковёр», сработанные Анной Андреевной Пукки, «шерстяные материи», сработанные Еввой Семёновной Пукки, «шерстяная материя, полотно и кружева», сработанные Марией Матвеевной Пукки, «скатерть вязаная», сработанная финляндской уроженкой Марьей Фоминичной Пейвинен, «кружева для простынь», сработанные Анной Ивановной Руотси и «кружева к простыням и полотенцам», сработанные Сусанной Семёновной Руотси, все из деревни Вирки. Кроме того, учитель Виркинского земского училища Иван Яковлевич Хайми представил «изделия из корзиночной ивы и соломы», а его ученики — «табуреты и подставки под вёдра».
В 1905 году владельцами Больших и Малых Вирок были купцы: Безсмертный, Монозон и Любищевы Александр и Фёдор Алексеевичи.
В 1909 году в деревне было 26 дворов. В том же году в деревне открылся первый, кооперативный магазин.
- Деревня Вирки. 1911 год
- Дом Матти Пуки
- Отец и сын Пукки

В 1914 году учителем в местной школе продолжал работать И. Я. Хайми.
В 1920-х годах на дороге между Вирками и Озерками существовали выселки.
20 августа 1923 года бюро Ленинского волисполкома постановило: «Отметить общественную и педагогическую 43-летнюю работу педагога Виркинской школы тов. Хайми, который и после Октябрьской революций остался верным на своем посту и до настоящего времени принимал участие в культурно-просветительской работе, постановили: признать его Героем труда и вознести на Красную доску».

ВИРКИ — деревня Каннистского сельсовета, Ленинской волости, 65 хозяйств, 324 души.

Из них: русских — 3 хозяйства, 5 душ; финнов-ингерманландцев — 52 хозяйства, 289 душ; финнов-суоми — 9 хозяйств, 27 душ; литовцев — 1 хозяйство, 3 души. (1926 год)

По административным данным 1933 года деревня Вирки относилась к Колтушскому финскому национальному сельсовету.
В 1938 году население деревни составляло 351 человек, из них русских — 60 человек, финнов — 291 человек.

ВИРКИ — деревня Колтушского сельсовета, 412 чел. (1939 год)

- План деревни Вирки. 1939 год

Согласно топографической карте 1939 года на южной окраине деревни находилась школа.
В 1940 году деревня насчитывала 50 дворов.
До 1942 года — место компактного проживания ингерманландских финнов.
В 1958 году население деревни составляло 400 человек
По данным 1966 года деревня Вирки входила в состав Колтушского сельсовета.
По данным 1973 года деревня Вирки входила в состав Новопустошского сельсовета.
По данным 1990 года деревня Вирки входила в состав Разметелевского сельсовета.
В 1997 году в деревне проживали 59 человек, в 2002 году — 118 человек (русские — 75 %), в 2007 году — 78.
По данным справочников административно-территориального деления Ленинградской области 1990, 1997 и 2002 годов в Разметелевском сельском поселении существовал также посёлок Вирки, где не было прописано ни одного человека, но в 2007 году по данным администрации Ленинградской области, такого населённого пункта уже не существовало.
С 2013 года в составе Колтушского сельского поселения.

## География
Вирки расположены в юго-западной части района на автодороге 41К-320 (Аро — Вирки).
Расстояние до ближайшей железнодорожной станции Мяглово — 6 км.
Деревня находится на Колтушской возвышенности в 3,5 км к северо-востоку от деревни Разметелево.

## Демография
| 1862 | 2007 | 2010 | 2017 |
| ---- | ---- | ---- | ---- |
| 228  | ↘78  | ↗201 | ↘117 |

Национальный состав
По данным Всероссийской переписи населения 2021 года в деревне проживали 134 человека, из них:
 русские — 94, украинцы — 12, ингуши — 3, белорусы — 3, армяне — 2, евреи — 2, азербайджанцы — 1, остальные национальность не указали.

## Административное подчинение
- с 1 марта 1917 года — в Виркинском сельсовете Колтушской волости Шлиссельбургского уезда.
- с 1 октября 1921 года — в Таврском сельсовете.
- с 1 февраля 1923 года — в Таврском сельсовете Ленинской волости Ленинградского уезда.
- с 1 февраля 1924 года — в Хезельском сельсовете.
- с 1 августа 1927 года — в Каннистском сельсовете Ленинского района Ленинградского округа.
- с 1 августа 1930 года — в Каннистском сельсовете Ленинградского Пригородного района.
- с 1 августа 1936 года — в Каннистском сельсовете Всеволожского района[39].

## Улицы
Холмистый переулок.